# تيار محيطي

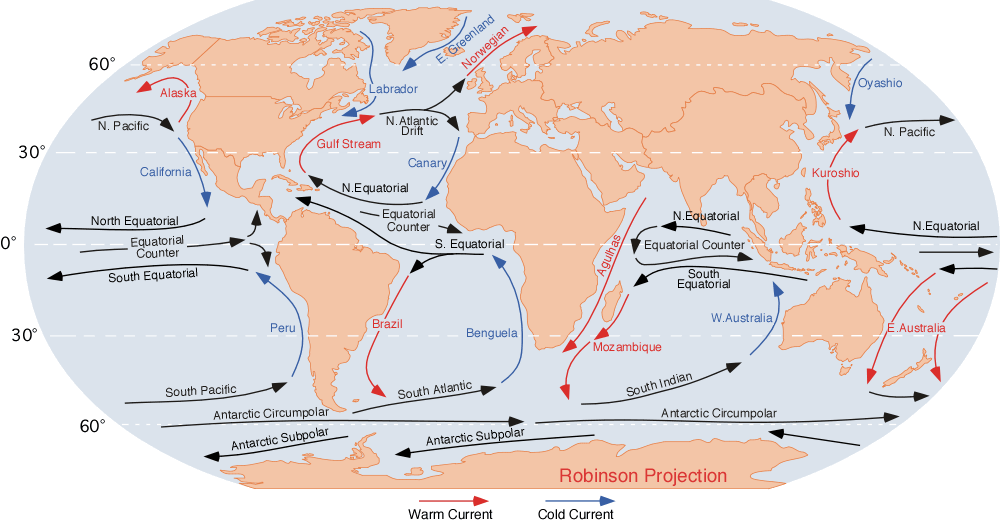
التيارات المحيطية

التيار المحيطي (أو التيار البحري) هي حركة مستمرة مباشرة لمياه المحيط نتيجة عوامل القوى التي تؤثر على متوسط التدفق، مثل ارتطام الأمواج والرياح وتأثير كوريوليس وتأثير الكثافة على حركة الأمواج, ودرجة الحرارة والملوحة والمد والجزر الناتج عن شد جاذبية القمر والشمس. وهذا بالإضافة إلى تأثير خطوط تساوي الأعماق وخط الشاطئ والتفاعل مع التيارات الأخرى في اتجاه التيار وقوته. والتيار العميق هو أي تيارٍ محيطي على عمق يزيد عن 100 متر.
ويمكن للتيارات المحيطية أن تندفع إلى مسافات كبيرة، وتشكّل معًا الاندفاع الكبير للحزام الناقل العالمي، والذي يلعب دورًا رئيسًا في تحديد المناخ في العديد من مناطق الأرض. وربما يعتبر أبرز الأمثلة على ذلك تيار الخليج والذي يجعل شمال غرب أوروبا تنعم بأفضل مناخ معتدل مقارنةً بأي منطقة أخرى تقع على نفس خط العرض. وتعدّ مدينة ليما في بيرو مثالًا آخر؛ حيث يكون المناخ أكثر برودةً (شبه استوائي) من خطوط العرض الاستوائية التي تقع فيه المنطقة، وهذا نتيجة تأثير تيار هامبولت.

## الوظيفة

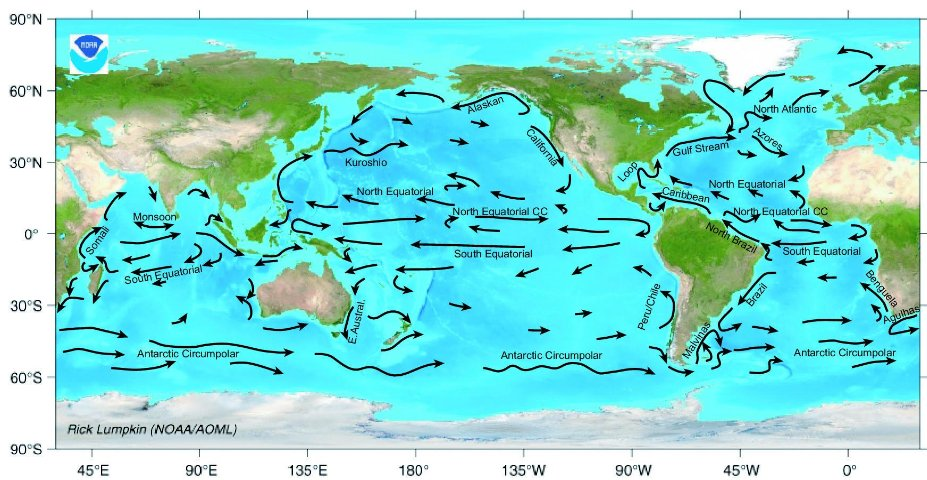
التيارات الرئيسية لسطح المحيط, (المصدر: الإدارة الوطنية لدراسة المحيطات والغلاف الجوي)

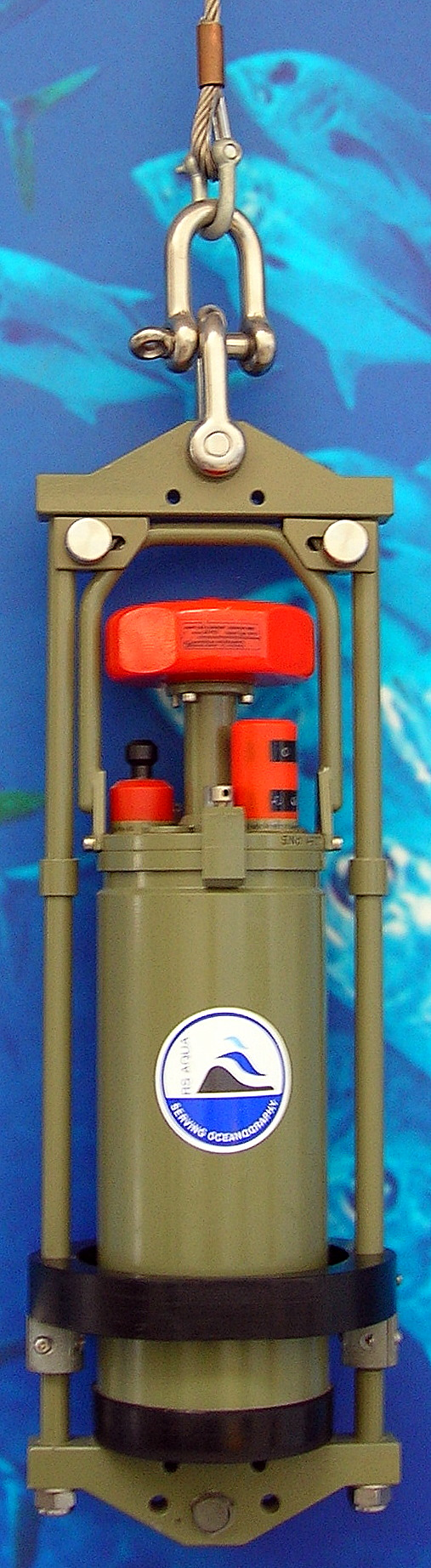
جهاز لتسجيل التيارات المحيطية

إن تيارات السطح المحيطية تتحرك في الأساس بقوة الرياح، وتشكّل دورانها تجاه عقارب الساعة في نصف الكرة الشمالي ودورانها عكس عقارب الساعة في نصف الكرة الجنوبي، وهذا نتيجة تأثير ضغوط الرياح. وفي التيارات المدفوعة بقوة الرياح، يظهر تأثير حلزون إكمن في التيارات الجارية التي تشكّل زاوية مع الرياح الدافعة. وتتحرك مناطق تيارات السطح المحيطية مع الوقت بقدر ما مع مرور الفصول، وهو ما يعتبر ظاهرًا بصورة ملحوظة في التيارات الاستوائية.
♠
وتتميز الأحواض المحيطية بتيارات سطحية غير متناظرة، وفي ضوء ذلك، يتميّز الفرع الشرقي المتجه إلى خط الاستواء بأنه عريض ومنتشر، بينما يتميز الفرع الغربي المتجه ناحية القطب بأنه شديد الضيق. وتعدّ هذه التيارات الغربية الحدودية (والتي يعتبر تيار الخليج مثالًا عليها) نتاجًا للميكانيكا الأساسية لتحرك الموائع.
وتندفع التيارات المحيطية العميقة عن طريق تغيرات الكثافة والحرارة. ويشير التباين الحراري، والذي يُعرف أيضًا باسم الحزام الناقل المحيطي، إلى تيارات الحوض المحيطي.العميقة المحيطية والمدفوعة بالكثافة. فهذه التيارات، التي تندفع أسفل سطح المحيط ومن ثَمّ يصعب تحديدها بالاستشعار الفوري، يطلق عليها اسم الأنهار تحت سطح البحر. وتخضع هذه للبحث حاليًا باستخدام أسطول من الروبوتات المائية التي يطلق عليها اسم آرجو. وتعد مناطق تدفق المياه إلى أعلى وتدفق المياه إلى أسفل بالمحيطات مناطق يُلاحظ فيها تحرك كبير في الاتجاه الرأسي.
وتشكّل تيارات السطح ما يصل إلى حوالي 10% من جميع المياه الموجودة بالمحيط. وغالبًا ما تقتصر تيارات السطح عمومًا على الحدوث أول 400 م (1,300 قدم) من المحيط. وتحدث حركة المياه العميقة في أحواض المحيط نتيجة تأثير القوى المدفوعة بالكثافة والجاذبية. كما يعتبر اختلاف الكثافة ناتجًا عن تأثير اختلاف درجات الحرارة والملوحة. وتهبط المياه العميقة إلى أحواض المحيط العميقة عند خطوط عرض بعيدة عن خط الاستواء؛ حيث تكون درجات الحرارة باردة بمعدل كافٍ لتؤدي إلى زيادة الكثافة.
وتقاس التيارات المحيطية بوحدة سفيردرب (Sv)، حيث يساوي 1 سفيردرب معدل التدفق الحجمي لكل ثانية.

## الأهمية

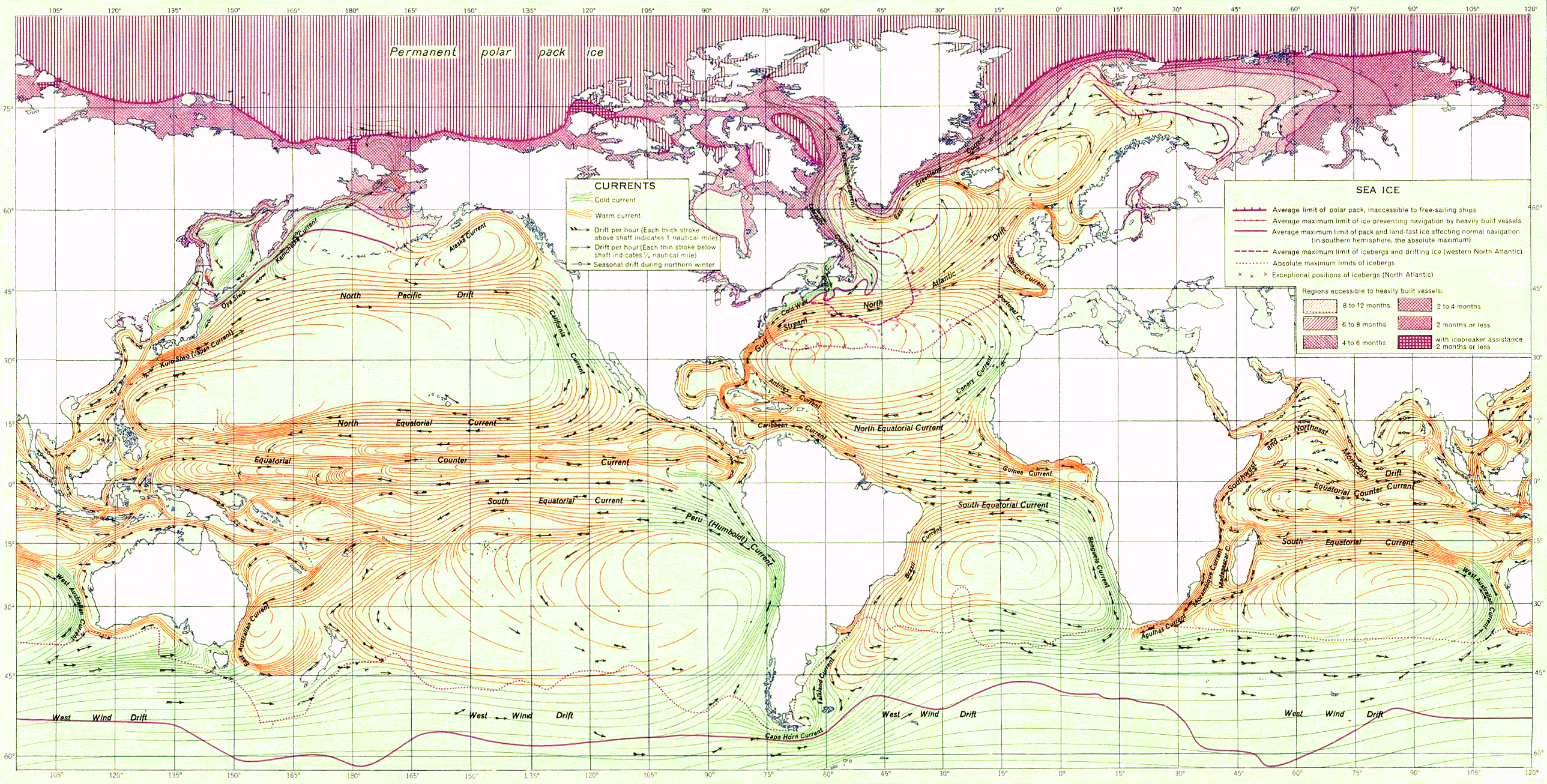
خريطة التيارات المحيطية بالعالم لسنة 1943.

تعد معرفة تيارات السطح المحيطية أساسية في تقليل تكاليف الشحن البحري؛ حيث إن الانتقال مع حدوثها يقلل من تكلفة الوقود. وقد كانت المعلومات حولها مهمة بصورة أكبر في عصر الإبحار بالسفن. وأحد الأمثلة الجيدة الدالة على ذلك تيار أجولهاس، والذي طالما منع البحارة البرتغاليين من الوصول إلى الهند. وكذلك في الآونة الحالية، يستغل المتنافسون من البحارة الذين يقومون برحلات حول العالم تيارات السطح لصالحهم. وتعتبر التيارات المحيطية أيضًا شديدة الأهمية في تبديد العديد من الأشكال الحياتية. ومثال ذلك هو دورة حياة ثعبان البحر الأوروبي.
كما تمثل التيارات المحيطية مهمة في دراسة النفايات البحرية والعكس بالعكس. كما أن هذه التيارات تؤثر أيضًا على درجة الحرارة في جميع أنحاء العالم. فعلى سبيل المثال، يمنع التيار الذي يحمل الماء الدافئ بأعلى الجزء الشمالي من المحيط الأطلنطي إلى شمال غرب أوروبا الثلج من التكون جوار الشواطئ، مما قد يؤدي إلى منع السفن من دخول المواني والخروج منها.

## تحاليل تيارات السطح المحيطية
تعتمد نتائج مجموعة قواعد البيانات المتعلقة بالزمن المقارب لتيارات السطح المحيطية العالمية نسخة محفوظة 26 نوفمبر 2015 على موقع واي باك مشين. على الإدارة الوطنية لدراسة المحيطات والغلاف الجوي وبيانات الأقمار الصناعية لوكالةناسا (قياس ارتفاعات سطح البحر وتوجه رياح السطح وواسطة نقل أسرع من الصوت). وتمتد مجموعة البيانات منذ سنة 1993 حتى الآن، وتتوفر عند تحليل يبلغ درجة أو ثُلث درجة. وتخضع بيانات تحاليل تيارات السطح المحيطية- الوقت الحقيقي لتحديث مستمر من خلال موقع إلكتروني نشط من خلاله يمكن للمستخدمين إنشاء رسومات مصممة وتنزيل البيانات. ويقدم قطاع من الموقع الإلكتروني دراسات موثوقة على هيئة رسوم بيانية تقارن بين بيانات تحاليل تيارات السطح المحيطية- الوقت الحقيقي مع العوامات الراسية وقوارب الصيد.
وتعتمد الدراسات المناخية بكثافة على بيانات تحاليل تيارات السطح المحيطية- الوقت الحقيقي. ولا تزال الخرائط الشهرية والانحرافات تُنشر في مجلة Climate Diagnostic Bulletin الشهرية منذ 2001، كما أنه يُعتمد عليها بصفة دورية في رصد التردد الجنوبي -النينو واختبار نماذج التنبؤات. كما أن بيانات تحاليل تيارات السطح المحيطية- الوقت الحقيقي تُستعمل لتقييم تيارات السطح في نماذج دوران التيارات العالمية (GCMs)، فعلى سبيل المثال، في المراكز الوطنية للتنبؤات البيئية (NCEP)، والتجربة العالمية لدمج البيانات المتعلقة بالمحيطات (GODAS)، والمركز الأوروبي للتنبؤات الجوية المتوسطة المدى (ECMWF).

## الأنواع
- التيارات السطحية:

الرياح و خاصة المنتظمة منها تدفع المياه السطحية أمامها مما في اتجاهات معلومة وبسرعة محدودة تبلغ في المتوسط ثلاثة كلم في الساعة.
العوامل المؤثرة
1. الرياح.
2. اختلاف درجة الملوحة و الكثافة من مكان لآخر في البحار و المحيطات.
3. اختلاف منسوب المياه عن المحيطات المجاورة لها إما بالنقص نتيجة لكثرة التبخر فيها مع قلة كمية الأمطار والأنهار التي تصب فيها مثل البحر المتوسط الذي يقل منسوبه عن المحيط الأطلسي, وإما بالزيادة نتيجة لقلة التبخر مع كثرة ما يتلقاه البحر من مياه الأنهار و الأمطار و ذوبان الثلوج مثل بحر البلطيق.
  1. في الحالة الأولى تتجه التيارات البحرية السطحية من المحيط إلى البحر بعكس الحالة الثانية.

- التيارات المضادة لتيارات السطح:

بينت الدراسات الحديثة إن التيارات ليست بالبساطة التي تظهرها الخرائط البحرية بل يوجد تيارات مضادة لتيارات السطح على أعماق مختلفة ويأخذ اتجاهات أفقية أو عمودية ولمسافة طويلة. لقد تبين بعد دراسة أحد التيارات السفلية في المحيط الأطلسي أنه يتجه إلى عمق 9 آلاف قدم وقدر عرض هذا التيار 75 ميلا أما سرعته فقدرت بـ 8 أميال / ساعة.
- التيار الشاق:

هو شكل من أشكال التيارات تتحول فيه طاقة الموج إلى تيار قوي ومعاكس للاتجاه وتحدث في السواحل حيث تنتهي الأمواج وتتحطم وتتحول إلى تيارات التيار الشاق له أماكن معروفة وهي عبارة عن تجويفات في جدار منطقة انكسار الأمواج وطبيعة الأرض وهو خطرة جدا وسجلت أكثر حوادث غرق السباحين بهذا التيار. ويمكن مشاهدته والتعرف عليه من الشاطئ وهو أخطر التيارات يحدث التيار أثناء حركة الموج.
- جدار بارد طبقة الانفصال بين ماء ذي درجة حرارة متباينة بشكل واضح, كما هو موجود في المحيط الأطلسي الشمالي, حيث الجدار الفاصل بين تيار لابرادور البارد وتيار الخليج الحار, وكما هو أيضاً في المحيط الهادي الشمالي حيث الجدار الموجود بين تيار أوياشيفو البارد وتيار كورشيفو الحار.

## الأسباب
1. قوة الطرد المركزية ودوران الأرض حول محورها:

هذه القوة الطبيعية تولد التيارات الدائمة في وسط المحيطات على شكل دوائر كبيرة جدا تقدر بعرض المحيط. تدور هذه التيارات باتجاه عقارب الساعة في شمال منتصف الكرة الأرضية وتدور عكس اتجاه عقارب الساعة في الجنوب من منتصف الكرة الأرضية.
1. المد و الجزر:

ممكن ملاحظة المد والجزر من الشاطئ وذلك بارتفاع أو انحسار منسوب مياه البحر إلى حد يمكن مشاهدة الصخور المرجانية. أثناء المد والجزر يحصل نحت لصخور الشاطئ و إذابة الأملاح وسحبها مع الأوحال والطين إلى البحر والمحيط ويصبح المد أو الجزر خطرا حقيقيا في الممرات الضيقة لمداخل الخلجان وسوف تلاحظ القوارب تسير بصعوبة جدا في حالة مضادة التيار.
1. اختلاف درجات الحرارة:

تسخن الشمس سطح المحيطات والبحار وبسبب اختلاف درجات الحرارة بين السطح وبين القاع البارد تنشأ تيارات الحمل من اسفل القاع إلى السطح والعكس صحيح.
1. الرياح:

تلعب الرياح دورا كبيرا في حركة التيارات والأمواج. حينما تهب الرياح على سطح واسع من البحر فإنها تكون تيارات متفاوتة القوة ومختلفة الأشكال وذلك على حسب قوة الرياح أو الأعاصير.

## أهمية التيارات البحرية
1. تعمل التيارات الدافئة على رفع درجة حرارة سواحل المنطقة المارة بها كما هو الحال في شمال غرب أوروبا حيث يعمل تيار الخليج الدافئ على رفع درجة حرارة سواحلها مما يجعلها مفتوحة للملاحة طول فصل الشتاء بعكس التيارات الباردة التي تخفض من درجة حرارة الجهات المارة بجوارها .
2. تقابل التيارات الباردة بالحارة يؤدي إلى حدوث الضباب و إلى ذوبان الثلوج التي تدفعها التيارات الباردة و ترسب ما بها من مواد عالقة و يؤدي إلى تكون الشطوط البحرية التي تتجمع الأسماك عندها كما هو الحال في شرق كندا و شمال شرق اليابان.
3. تعد مناطق التقاء التيارات البحرية الدافئة بالباردة أغنى مصايد الأسماك في العالم.
4. تستفيد السفن من التيارات السطحية وتسير مع اتجاهه لتصل في وقت أقصر وبوقود أقل.